# 小行星1789
小行星1789（1789 Dobrovolsky）是一颗绕太阳运转的小行星，为主小行星带小行星。该小行星于1966年8月发现。
該小行星以蘇聯太空人格奧爾基·多布羅沃爾斯基命名。

## 轨道参数
小行星1789的轨道半长轴为2.2136700 UA，离心率为0.188。